# János Dunai
János Dunai (Gara, 26 giugno 1937 – Pécs, 13 febbraio 2025) è stato un calciatore ungherese, di ruolo attaccante. Era il fratello maggiore di Antal Dunai, anch'egli calciatore e poi allenatore.

## Calciatore

### Club
Dunai inizia la carriera nel Bajai Bácska Posztó prima di passare nel 1959 al Pécs, società neo-promossa nella massima serie magiara.
Con il Pécs Dunai giocherà ininterrottamente dal 1959 al 1971, ottenendo come miglior piazzamento il sesto posto nelle stagioni 1968 e !969. Con il suo club raggiunge le semifinali della Coppa Piano Karl Rappan 1962-1963, venendo eliminato dagli italiani del Padova.

### Nazionale
Dunai ha disputato un incontro nella nazionale maggiore magiara, ovvero nell'amichevole giocata a Budapest il 22 maggio 1960 contro l'Inghilterra, terminata 2-0 a favore dei padroni di casa.
Dunai nel 1960 partecipa con la nazionale olimpica al torneo olimpico di calcio di Roma, ottenendo il terzo posto finale, battendo i padroni di casa dell'Italia. Con Flórián Albert e János Göröcs, grazie alle cinque reti segnate, fu il capocannoniere della selezione magiara.

#### Cronologia presenze e reti in Nazionale
| Cronologia completa delle presenze e delle reti in nazionale ― Ungheria | Cronologia completa delle presenze e delle reti in nazionale ― Ungheria | Cronologia completa delle presenze e delle reti in nazionale ― Ungheria | Cronologia completa delle presenze e delle reti in nazionale ― Ungheria | Cronologia completa delle presenze e delle reti in nazionale ― Ungheria | Cronologia completa delle presenze e delle reti in nazionale ― Ungheria | Cronologia completa delle presenze e delle reti in nazionale ― Ungheria | Cronologia completa delle presenze e delle reti in nazionale ― Ungheria |
| Data                                                                    | Città                                                                   | In casa                                                                 | Risultato                                                               | Ospiti                                                                  | Competizione                                                            | Reti                                                                    | Note                                                                    |
| ----------------------------------------------------------------------- | ----------------------------------------------------------------------- | ----------------------------------------------------------------------- | ----------------------------------------------------------------------- | ----------------------------------------------------------------------- | ----------------------------------------------------------------------- | ----------------------------------------------------------------------- | ----------------------------------------------------------------------- |
| 22-5-1960                                                               | Budapest                                                                | Ungheria                                                                | 2 – 0                                                                   | Inghilterra                                                             | Amichevole                                                              | -                                                                       |                                                                         |
| Totale                                                                  |                                                                         | Presenze                                                                | 1                                                                       |                                                                         | Reti                                                                    | 0                                                                       |                                                                         |

#### Cronologia presenze e reti nella Nazionale Olimpica
| Cronologia completa delle presenze e delle reti in nazionale ― Ungheria Olimpica | Cronologia completa delle presenze e delle reti in nazionale ― Ungheria Olimpica | Cronologia completa delle presenze e delle reti in nazionale ― Ungheria Olimpica | Cronologia completa delle presenze e delle reti in nazionale ― Ungheria Olimpica | Cronologia completa delle presenze e delle reti in nazionale ― Ungheria Olimpica | Cronologia completa delle presenze e delle reti in nazionale ― Ungheria Olimpica | Cronologia completa delle presenze e delle reti in nazionale ― Ungheria Olimpica | Cronologia completa delle presenze e delle reti in nazionale ― Ungheria Olimpica |
| Data                                                                             | Città                                                                            | In casa                                                                          | Risultato                                                                        | Ospiti                                                                           | Competizione                                                                     | Reti                                                                             | Note                                                                             |
| -------------------------------------------------------------------------------- | -------------------------------------------------------------------------------- | -------------------------------------------------------------------------------- | -------------------------------------------------------------------------------- | -------------------------------------------------------------------------------- | -------------------------------------------------------------------------------- | -------------------------------------------------------------------------------- | -------------------------------------------------------------------------------- |
| 29-8-1960                                                                        | Napoli                                                                           | Ungheria olimpica                                                                | 6 – 2                                                                            | Perù olimpica                                                                    | Olimpiadi 1960                                                                   | 2                                                                                |                                                                                  |
| 1-9-1960                                                                         | Roma                                                                             | Ungheria olimpica                                                                | 7 – 0                                                                            | Francia olimpica                                                                 | Olimpiadi 1960                                                                   | 2                                                                                |                                                                                  |
| 6-9-1960                                                                         | Roma                                                                             | Danimarca olimpica                                                               | 2 – 0                                                                            | Ungheria olimpica                                                                | Olimpiadi 1960                                                                   | -                                                                                |                                                                                  |
| 9-9-1960                                                                         | Roma                                                                             | Italia olimpica                                                                  | 1 – 2                                                                            | Ungheria olimpica                                                                | Olimpiadi 1960                                                                   | 1                                                                                |                                                                                  |
| Totale                                                                           |                                                                                  | Presenze                                                                         | 4                                                                                |                                                                                  | Reti                                                                             | 5                                                                                |                                                                                  |

## Palmarès

### Nazionale
- Bronzo olimpico: 1

Roma 1960